# Chorrochó
Chorrochó é um município brasileiro no interior e norte do estado da Bahia. Sua população, segundo o censo de 2022 do IBGE, é de 10.579 habitantes.

## Topônimo
O topônimo Chorrochó é derivado do termo tupi xoró, que significa "jorrar, correntoso, ruidoso", em referência às cachoeiras existentes nas proximidades.

## História
A povoação de Chorrochó surgiu na primeira metade do século XIX, na fazenda de mesmo nome, originalmente pertencente a Francisco Alves de Carvalho, José de Sá e Antônio de Sá Araújo. Em 1842, esse povoado era constituído de oito casas e era habitado por algumas famílias e seus agregados e escravos, dentre as quais estava a família Pires de Carvalho, de Belém do São Francisco. Nas décadas seguintes, pessoas vindas de localidades próximas, acompanhadas de suas famílias, se fixaram no povoado de Chorrochó e seus arredores.
Em 1876, Chorrochó recebeu sua primeira escola, sendo nomeado para a cadeira de professor ali Evaristo Cardoso Varjão Patte, natural de Uauá. Em 1877, quando o povoado de Chorrochó já possuía uma feira semanal, por ali passou o líder messiânico cearense Antônio Conselheiro, que construiu um cemitério e uma igreja em louvor ao Senhor do Bonfim.
Por meio de Ato de 20 de setembro de 1891, Chorrochó foi elevada à categoria de distrito, ainda pertencente a Curaçá. Em 1906, esse distrito também passu a ser distrito policial.
A Lei Estadual nº 1371, de 22 de agosto de 1919, elevou Chorrochó à categoria de município, desmembrando-se de Curaçá, e o líder da causa emancipacionista chorrochoense, o comerciante Francisco Pacheco de Menezes, natural de Areia Branca (SE) e radicado no município baiano desde 1871, foi nomeado o seu primeiro intendente. No entanto, em 1924, Chorrochó foi extinta e novamente anexada a Curaçá.
Durante os tempos do Cangaço, o atual município de Chorrochó foi visitado por Lampião em 28 de julho de 1928, quando este chegou ao arraial de Várzea da Ema.
A Lei estadual nº 510, de 12 de dezembro de 1952, desmembrou de Curaçá os distritos de Chorrochó e Ibó, para compor o novo município de Chorrochó, o qual foi instalado em 12 de setembro de 1954, com a posse de seu primeiro prefeito, Eloy Pacheco de Menezes.
Em 1962, os distritos de Abaré e Ibó foram desmembrados de Chorrochó para formar o novo município de Abaré.

## Geografia
O município de Chorrochó é banhado pelo Rio São Francisco. O município não possui muitos acidentes geográficos além do Velho Chico e rios de menor importância.
Em 2023, foi detectada, pelo INPE, uma área de 5,7 mil km² de clima árido no norte da Bahia, detectada pela primeira vez no Brasil, na qual o território de Chorrochó está inserido em sua totalidade. O aparecimento de clima árido no Brasil se deve às mudanças climáticas provocadas pelo homem.

## Organização Político-Administrativa
O Município de Chorrochó possui uma estrutura político-administrativa composta pelo Poder Executivo, chefiado por um Prefeito eleito por sufrágio universal, o qual é auxiliado diretamente por secretários municipais nomeados por ele, e pelo Poder Legislativo, institucionalizado pela Câmara Municipal de Chorrochó, órgão colegiado de representação dos munícipes que é composto por 9 vereadores também eleitos por sufrágio universal.

### Atuais autoridades municipais de Chorrochó
- Prefeito: Humberto Gomes Ramos - PP (2021/-)[13]
- Vice-prefeito: Uilde Irla de Oliveira "Dilan" - PC do B (2021/-)[13]
- Presidente da Câmara: Joelson Alves Moreira "Joelson de São José" - PC do B (2021/-)[13]